# Svrčinovec (przystanek kolejowy)
Świerczynowiec (słow. Svrčinovec) – przystanek kolejowy w Świerczynowcu, w kraju żylińskim, na Słowacji na adresie Svrčinovec 199.
| Świerczynowiec                                  |  |                                      |
| Linia 129 Czadca – Skalité – Zwardoń (4,446 km) |  |                                      |
| Czadcaodległość: 4,446 km                       |  | Čierne pri Čadci odległość: 2,575 km |